# Parc national Abel Tasman
Le parc national Abel Tasman est un parc national situé sur la pointe nord-ouest de île du Sud de la Nouvelle-Zélande. Fondé en 1942, il est le plus petit des parcs nationaux du pays, avec seulement 237 km2 de superficie. Il est nommé en honneur de l'explorateur Abel Tasman, qui devient en 1642 le premier Européen à voir la Nouvelle-Zélande.

## Histoire
Envisagé à partir de 1938, à la fois pour son intérêt historique (passages d'Abel Tasman, de Jules Dumont d'Urville et de certains des premiers bateaux de la Compagnie de Nouvelle-Zélande) et botanique, le parc a été créé en 1942, en grande partie grâce aux efforts de l'ornithologue et écrivain Pérrinne Moncrieff, qui siège au conseil d'administration du parc de 1943 à 1974. Il a formellement ouvert le 18 décembre 1942, pour célébrer le tricentenaire du passage d'Abel Tasman. 
À sa création, le parc occupe une superficie de 152,25 km2, complétés progressivement par des acquisitions, jusqu'à atteindre aujourd'hui une superficie de 237 km2 : les dernières extensions en date sont intervenues en 2008 (900 hectares supplémentaires dont une parcelle de 790 ha auparavant propriété privée en enclavée dans le parc) et en 2016 avec le retour au domaine public, grâce à un financement participatif et à une contribution du gouvernement néo-zélandais, de la plage d'Awaroa. 
Depuis 2012, une fondation privée, Project Janszoon, travaille à restaurer l'écosystème du parc, avec pour objectif de terminer cette restauration pour le quadricentenaire du passage d'Abel Tasman et le centenaire du parc, en 2042. Il est possible de visiter virtuellement le parc via une application.

## Géographie

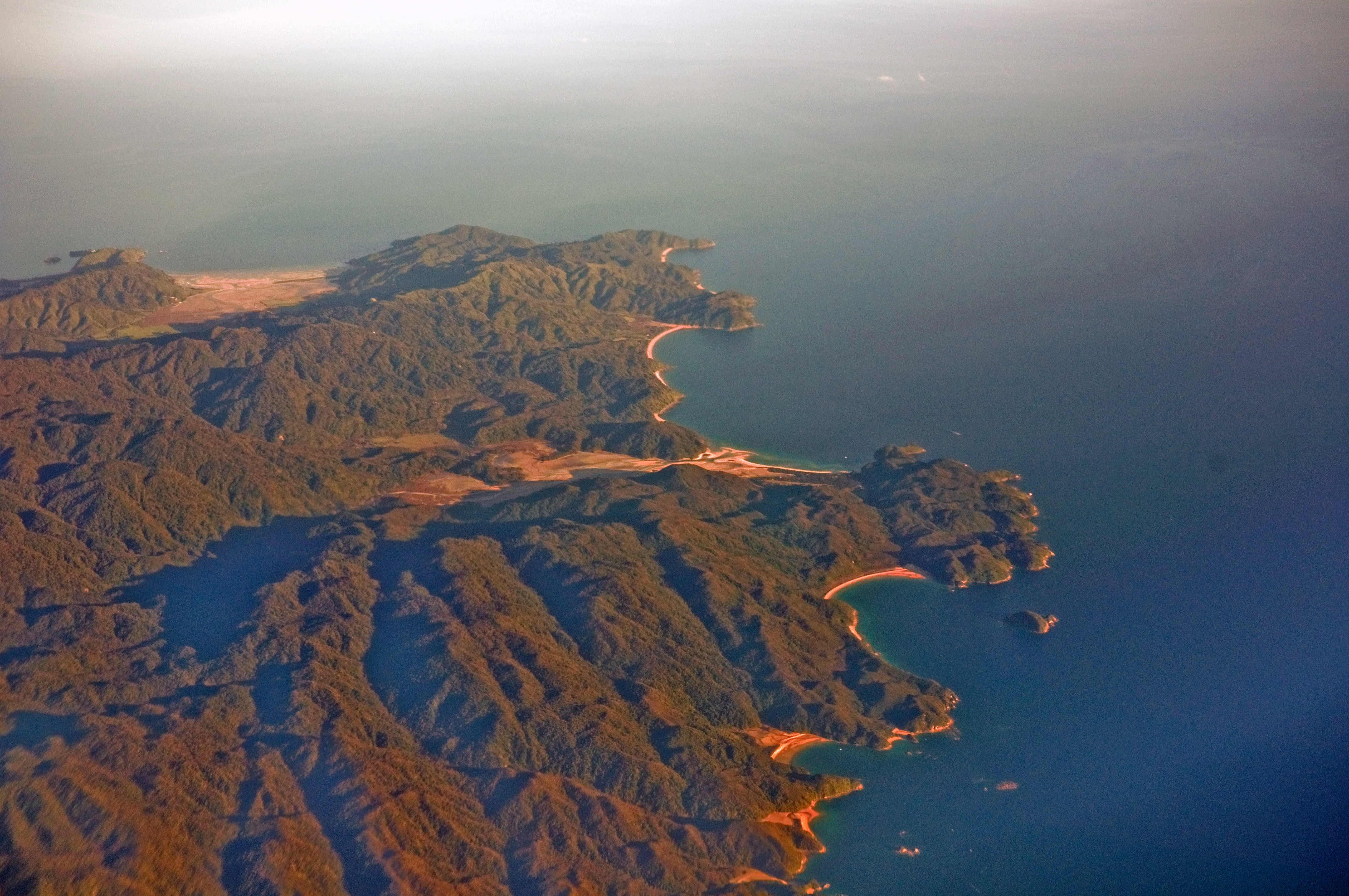
Le parc national Abel Tasman vu du ciel en 2010.

Le parc national d'Abel Tasman occupe, en 2020, une superficie totale de 23 000 hectares, une surface relativement réduite par rapport aux autres parcs nationaux qui dépassent généralement les 75 000 ha.
 
Il s'agit d'un paysage de collines boisées, à l'est de la vallée du fleuve Takaka et au nord de celle de la Motueka ; au nord il est délimité par la Golden Bay et au sud par la baie de Tasman. Une partie de la côte sablonneuse est une « réserve scénique » (« Scenic Reserve ») sur une superficie de 774 hectares (soit environ 70 km de côtes), dont les îles Tata (dans la Golden Bay) ainsi que les îles Tonga, Adele et Fisherman. Le parc est contigu à la réserve marine de l'île Tonga, et il fait partie de l'écoregion des forêts tempérées de la côte de Nelson.  
Sur la côte la juridiction du parc s'arrête au niveau de la marée haute de pleine-mer, les équipes du parc ne peuvent donc pas directement intervenir pour des problèmes qui auraient lieu en mer. L'estran fait l'objet d'une protection depuis 2002 afin de limiter la circulation des visiteurs. 
Le sentier côtier Abel Tasman (Abel Tasman Coast Track (en)) est un très prisé des personnes faisant du trekking ; il suit les contours de la côte. L’Abel Tasman Inland Track, parcourant l'intérieur, est moins fréquenté.
L'accès au parc se fait par le village de Marahau. La ville la plus proche est Motueka, à 20 km au sud.

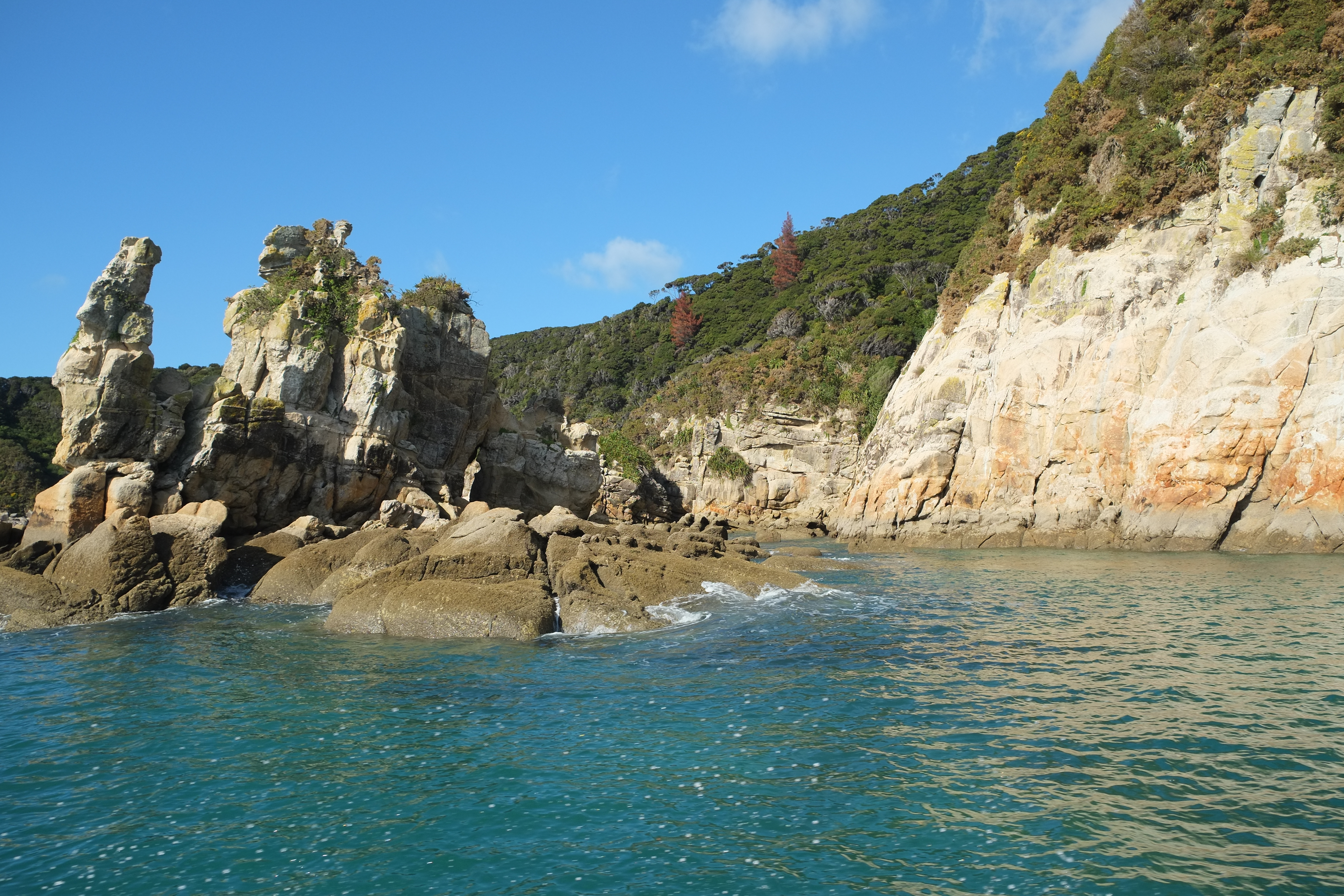
La formation rocheuse The Castle.
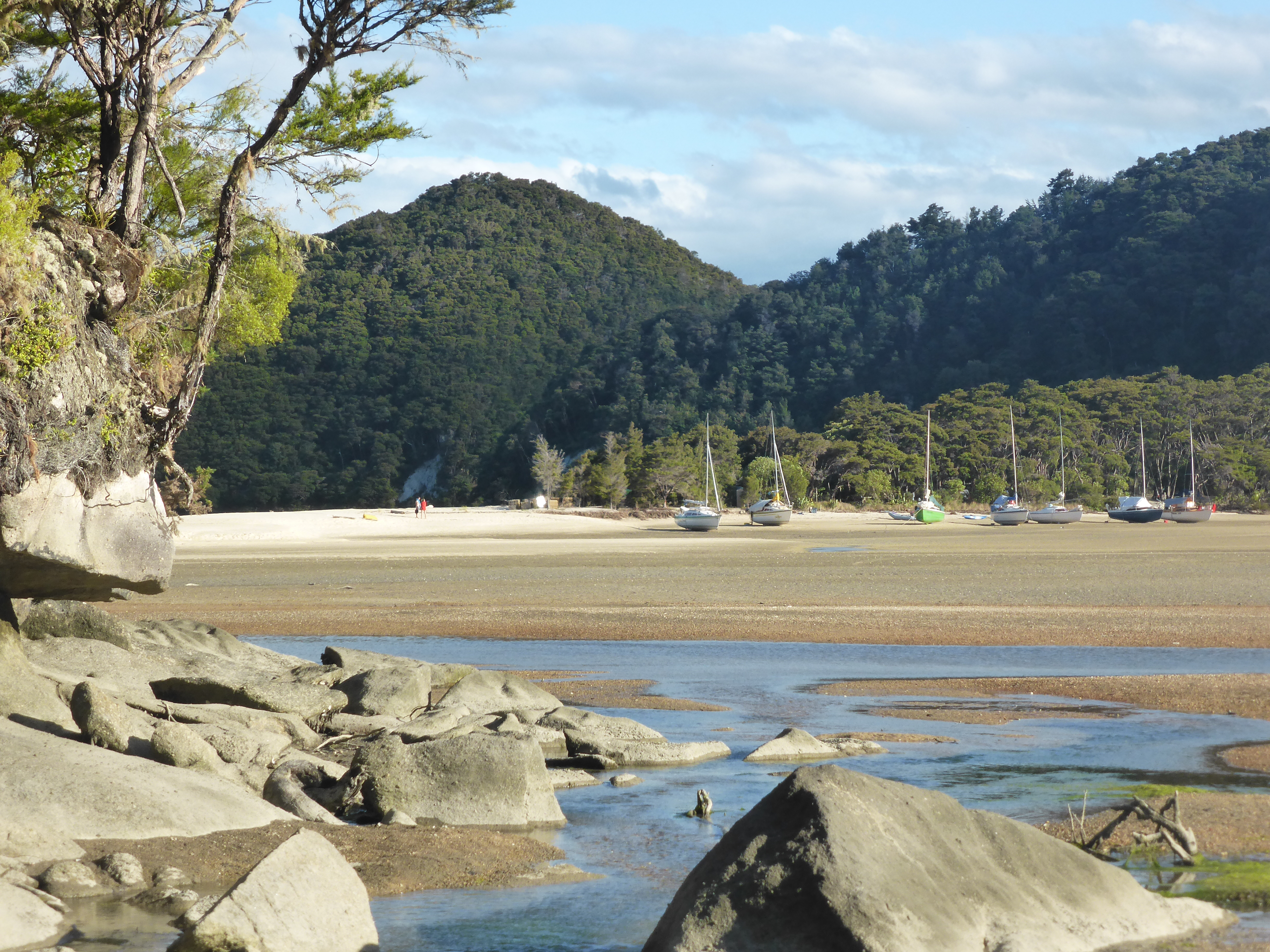
La lagune Bark Bay.
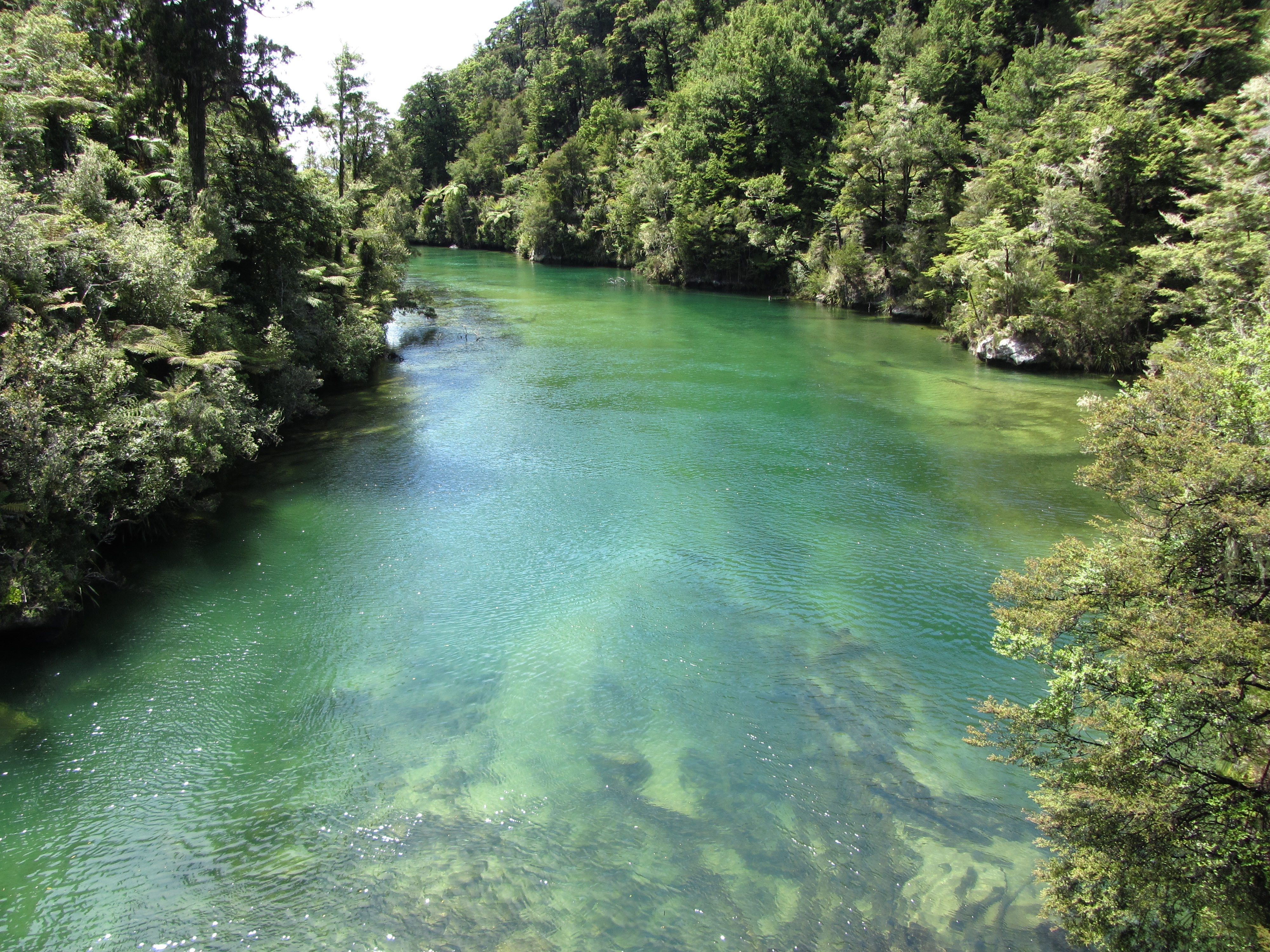
La rivière Falls.
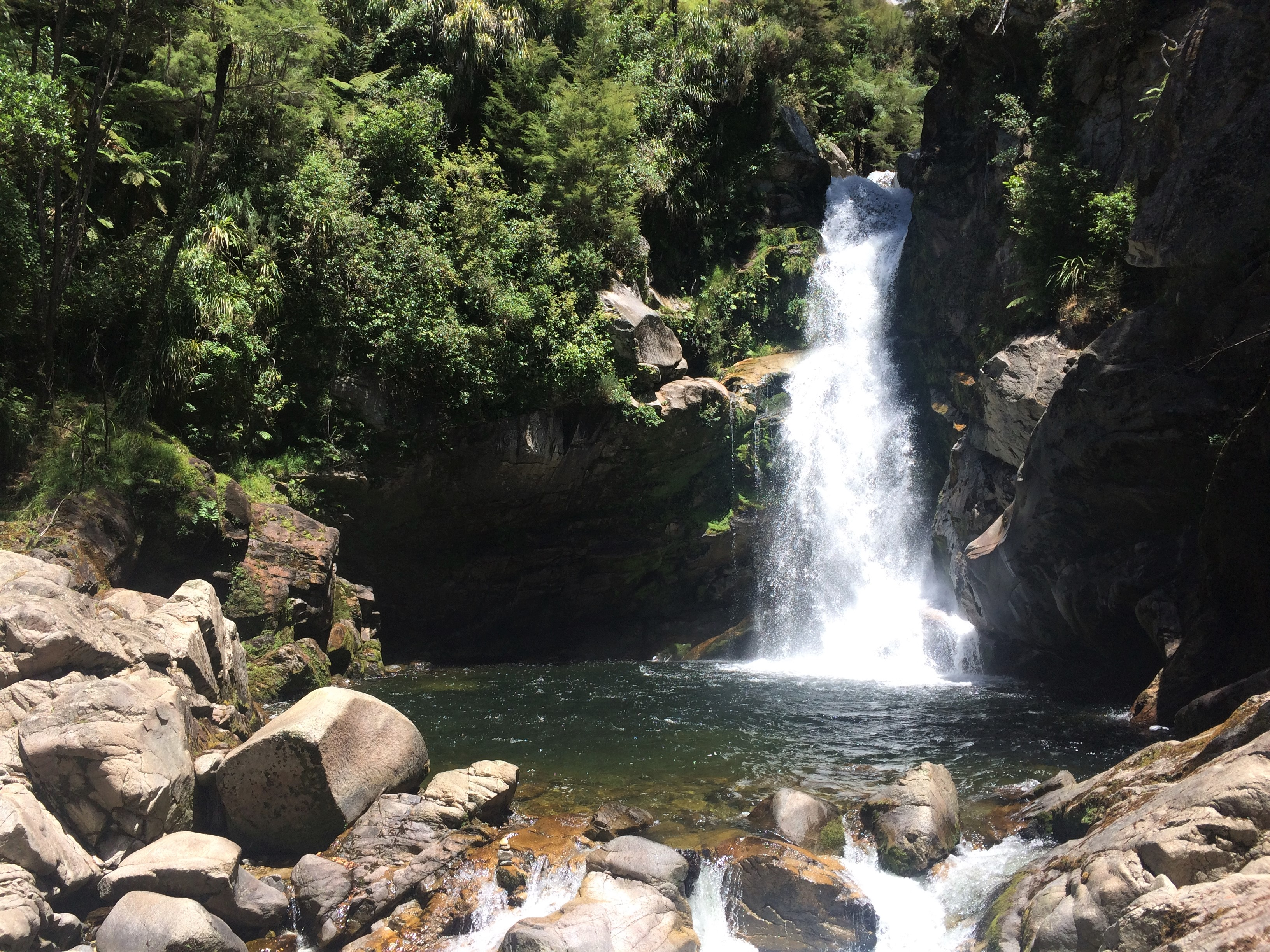
La chute d'eau Wainui.

## Patrimoine naturel
Contrairement aux autres parcs nationaux, le parc d'Abel Tasman ne protège pas un espace de nature vierge, tout au contraire. Lors de leur installation les premiers colons européens ont abattu et brûlé la forêt côtière d'origine. Puis, les fermiers ont abandonné ses terres peu rentables, des espèces indésirables ont alors envahies le terrain.
L'objectif de la gestion est donc de restaurer, sur ce site, la forêt primitive. Pour atteindre cet vision, l'écosystème va passer par différents stades de succession écologique. Ainsi le paysage du parc affiche une grande variété de milieux qui ont chacun leur intérêt. De plus c'est la géologie qui est à l'origine de cette mosaïque d'habitats.
Dans l'ensemble du parc, se sont plus de 70 espèces d'oiseaux qui ont été répertoriées. 
Celles-ci se répartissent dans trois biotopes que nous allons décrire, ci-dessous :

### Intérieur
La chaîne des Pikikiruna forme la colonne vertébrale du paysage du parc, deux sommets s'en détachent : le mont Evans à 1 156 mètres et le pic Murray à 1 101 mètres. Quatre rivières en descendent : Wainui, Awapoto, Awaroa et le petit fleuve côtier Falls. Le paysage est un ensemble complexe de crêtes et de vallées profondes, et le plateau de Canaan, qui se détache de la vallée de Takaka, est formé de marbres de 450 millions d'années, alors que le granite, âgé de 114 millions d'années, domine ailleurs dans le parc. Le plateau est creusé par un réseau de grottes étendu.
Les cours d'eau du parc national abritent une communauté d'espèces d'eau douce indigènes et est exempte d'espèces invasives. Ainsi les milieux d'eau douce du parc sont en bon état écologique. Parmi ces espèces indigènes on note la présence de l'Anguille de Nouvelle-Zélande et du Galaxias postvectis (en), au total 14 sont recensées pour les poissons. Le réseau d'aquifères dans le karst du parc est également riche en invertébrés.
Le parc compte 80 ha de zones humides côtière.
La majorité des surfaces du parc est recouverte de forêts mixtes et de forêts de hêtres (Nothofagus dans l'hémisphère sud). Les espèces présentes dans ces milieux sont par exemple des Podocarpaceae ou Hedycarya arborea (en), Dacrydium cupressinum, Nothofagus fusca ... L'intérieur est plus froid et plus humide que la côte. Dans les fonds de vallées les fougères arborescentes (Cyatheales) sont communes.

### Côte
La majeure partie de la côte est occupée par des falaises granitiques. Celles-ci sont entaillées par des plages de sable doré et des estuaires tandis que la pointe de Taupo et le site du mémorial « Abel Tasman » sont en pierre calcaire.
La côte est occupée par des forêts luxuriantes de Rhopalostylis sapida et de Laurelia novae-zelandiae (en), ou de forêt sèche à Kunzea ericoides, de fourré à Leptospermum scoparium et Melicytus ramiflorus (en), à l'extrême limite du bord de mer, s'installe Dodonaea viscosa ou Myoporum laetum.
La végétation reste largement marquée par les modifications humaines.
Des espèces comme l'huîtrier variable, le pluvier à double collier, et une multitude d'autres limicoles indigènes peuvent être observé dans cet habitat. Les falaises servent de sites de nidification aux manchots pygmées, les colonies de cormoran varié sont installées dans les forêts côtières et des Pukeko (Talève sultane), des marouettes de Baillon patrouillent le Schorre. La mouette scopuline accompagnée du fou austral survolent les vagues en criant.

### Îles

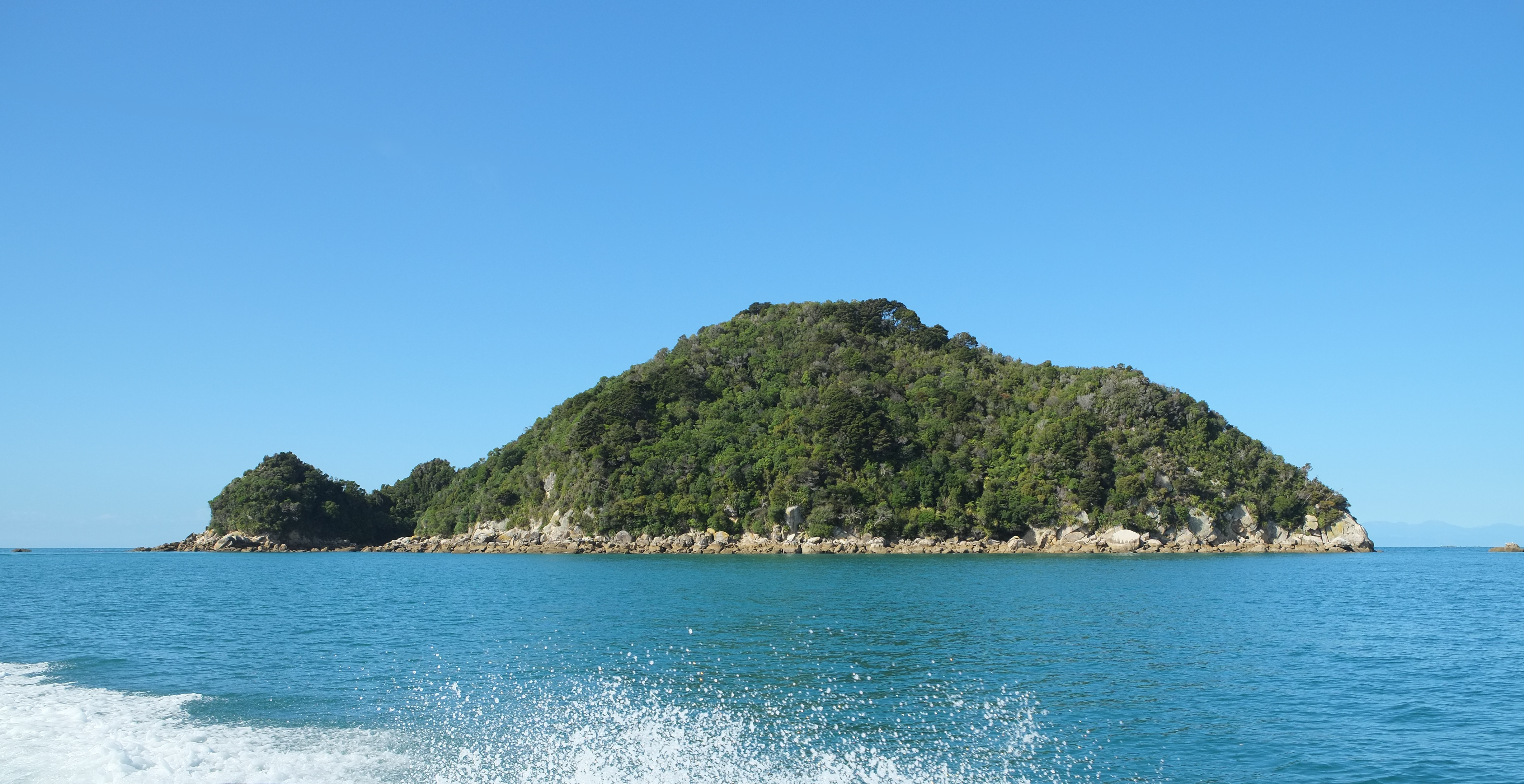
Île Tonga.

L'île de Tata, et les îlots autour de la pointe de Taupo sont formés sur une base géologique calcaire, toutes les autres îles et îlots sont granitiques.
La majorité des îles sont couvertes par des fruticées ou de jeunes forêts de feuillus, dominés par Melicytus ramiflorus (en) ou des grandes herbes du genre Phormium. Sur l'île « Adèle » (Motuarero-nui), qui est la plus grande île, et a été le plus récemment défrichée, des fourrés et forêt à Leptospermum scoparium et Kunzea ericoides se sont installées. Streblus banksii pousse sur plusieurs des îles du parc national, qui est la zone la plus au sud de son aire de répartition.
Hormis Tata, les îles sont exemptes de faune introduite. Ces îles abritent des sites de nidification d'oiseaux rares, on trouve notamment des aigrettes sacrées sur plusieurs d'entre elles, des manchots pygmées nichent sur Tonga et Fisherman Island, des puffins fuligineux sur Tonga, et des cormorans mouchetés sur Tata. En plus des oiseaux de mer, une colonie d'otaries à fourrure de Nouvelle-Zélande sur les bords de Tonga, c'est la deuxième plus importante du pays. Le gecko endémique Naultinus stellatus est présent sur l'île Adèle.

## Administration
Le ministère de la Conservation néo-zélandais administre le parc, tandis que la réserve scénique est régie par le Tasman District Council, qui est également responsable de l'ensemble des eaux côtières adjacentes au parc.

#### Plans de gestion
L'ancienneté des plans de gestion s'explique par le temps important pour rédiger les documents en accord avec la procédure, en Nouvelle-Zélande.
- (en) Nelson/Malborough conservancy, Abel Tasman national park management plan 2008-2018, Nelson, New Zealand Department of conservation Te Papa Atawhai, 2015, 198 p. (ISBN 978-0-478-14520-5, ISSN 1170-9626, lire en ligne).
- (en) Nelson/Malborough conservancy, Abel Tasman Foreshore Scenic Reserve management plan, Nelson, New Zealand Department of conservation Te Papa Atawhai et Tasman District Council, juin 2012, 180 p. (ISBN 978-0-473-34466-5, lire en ligne).